# Hejnał Bydgoszczy

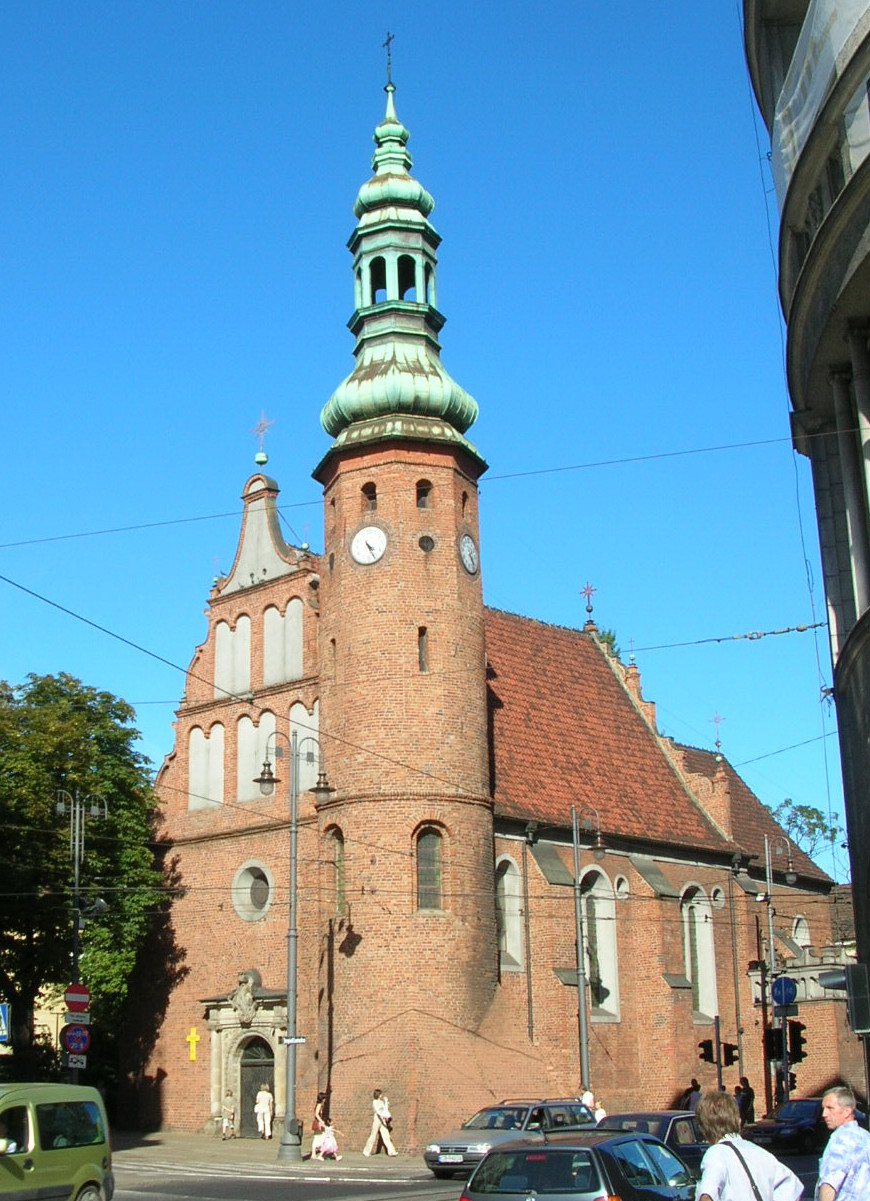
Kościół Klarysek Wniebowzięcia Najświętszej Maryi Panny w Bydgoszczy, z którego wieży odgrywany jest hejnał Bydgoszczy

Hejnał Bydgoszczy – sygnał muzyczny, powstały w 1946 r. z okazji obchodów 600-lecia nadania przez króla Kazimierza Wielkiego praw miejskich Bydgoszczy.

## Historia

### Tradycje
Jest prawdopodobne, że na wieży bydgoskiego ratusza, istniejącego w XVI-XVIII w. istniała izba trębacza. W latach 1925–1939 z wieży kościoła klarysek rozbrzmiewał hejnał wojskowy w dniu Święta 3 Maja, zaś z inicjatywy Towarzystwa Miłośników Miasta Bydgoszczy w latach 1934–1939 sygnalista z plutonu trębaczy 16 Pułku Ułanów Wlkp. odgrywał z tego miejsca dwa razy dziennie hejnał maryjny. 
Wcześniej, od maja 1925 roku hejnaliści wojskowi wygrywali z wieży klarysek kościelną melodię Hejnał wszyscy zaśpiewajmy/Cześć i chwałę Bogu dajmy/Nabożnie k’Niemu wołajmy/Jużci ona noc minęła/Co wszystek lud ucisnęła/ A początek z grzechu wzięła. Ponieważ nie otrzymywali za to wynagrodzenia, hejnał rozlegał się tylko przez miesiąc, a proponowane finansowanie inicjatywy ze zbiórek publicznych względnie dotacji miasta ostatecznie doszło do skutku

### Aktualny hejnał
Pomysł kompozycji hejnału bydgoskiego powstał w 1945 r. z inicjatywy prezydenta Bydgoszczy Józefa Twardzickiego przy okazji uroczystych obchodów 600-lecia lokacji Bydgoszczy i związanej z tym krajowej wystawy gospodarczej. Sekcja muzyczna Komitetu Obchodów 600-lecia miasta, w skład której wchodzili m.in. Jerzy Jasieński, Konrad Pałubicki, Florian Dąbrowski, Arnold Rezler, ustaliła warunki konkursu, które ogłoszono w mediach (prasa, radio). Hejnał miał być napisany na trąbkę i oparty na melodiach regionalnych. Ostatecznie w marcu 1946 r. spośród 29 zgłoszonych melodii wybrano kompozycję prof. Konrada Pałubickiego napisaną na motywach kaszubskiego wiwatu. Jako miejsce odgrywania hejnału zaproponowano wieżę kościoła Klarysek, dlatego że: „…kościół jest zabytkiem, znajduje się w centrum miasta i zapewnia dalekonośność echa i ma zegar potrzebny w tym przypadku…”
Rada Narodowa Miasta Bydgoszczy w dniu 27 marca podjęła uchwałę, aby od 19 kwietnia 1946 r. odgrywano z wieży kościoła Klarysek trzy razy dziennie hejnał miejski: o 6 rano, 12 w południe i 18 wieczorem. Pierwszymi trębaczami hejnału bydgoskiego byli dwaj żołnierze z II Pułku Szkolnego Samochodowego w Bydgoszczy. Od 24 kwietnia 1946 r. trębaczem był Edwin Żakowicz, a ostatnim hejnalistą był Henryk Drążek. Odgrywano go wtedy cztery razy w ciągu dnia (o godz. 9.00, 12.00, 15.00 i 18.00). Od 1993 roku hejnał odtwarzany jest z zapisu cyfrowego (nagranie Henryka Drążka) trzy razy dziennie: o godzinie 12.00, 15.00 i 18.00.